# Stephanopus
Stephanopus là một chi nấm in the Cortinariaceae. Chi này chứa 5 loài được tìm thấy ở South America.